# Капюшонница серая
Капюшонница серая (лат. Cucullia umbratica) — вид бабочек из семейства совок (Noctuidae).

## Описание

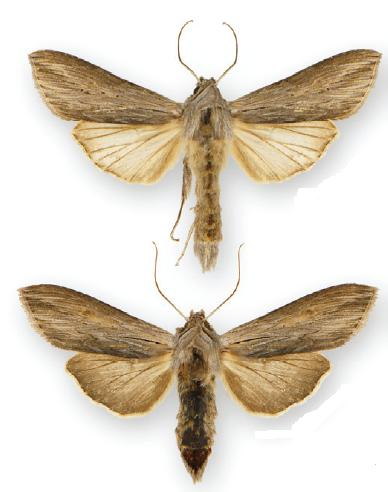
Самец (вверху) и самка (внизу)

Размах крыльев 45-51 мм (по другим данным — 45-57 мм). Передние крылья светло-серые с более тёмными пятнами и линиями; задние почти белые с бурыми прожилками у самцов и серо-бурые у самок.
Гусеница длиной до 5 см, бурого цвета, голова чёрная или тёмно-коричневая с жёлтыми пятнышками. Спинная и боковые полосы жёлто-оранжевые.
Куколка коричневого цвета.

## Ареал и местообитание
Ареал транспалеарктический. Часто встречается на Северном Кавказе. На большей части ареала обычен. В 1998 году вид был впервые отмечен в Северной Америке, на островах Мадлен: по всей видимости, он был завезён туда случайно и с тех пор наблюдается ежегодно.
Гемиксерофильный вид. Предпочитает открытые пространства, в том числе степи, луга, прибрежные зоны. Встречается в городских парках и садах, адаптировался к агроландшафтам.

## Биология
Развивается в двух поколениях. Бабочки летают с марта по сентябрь, активны в ночное время. Куколки зимуют в почве.
Гусеницы кормятся на растениях семейств Asteraceae, Campanulaceae, Plantaginaceae, Convolvulaceae и др. Часто встречаются на осоте, ястребинке, одуванчике, цикории.

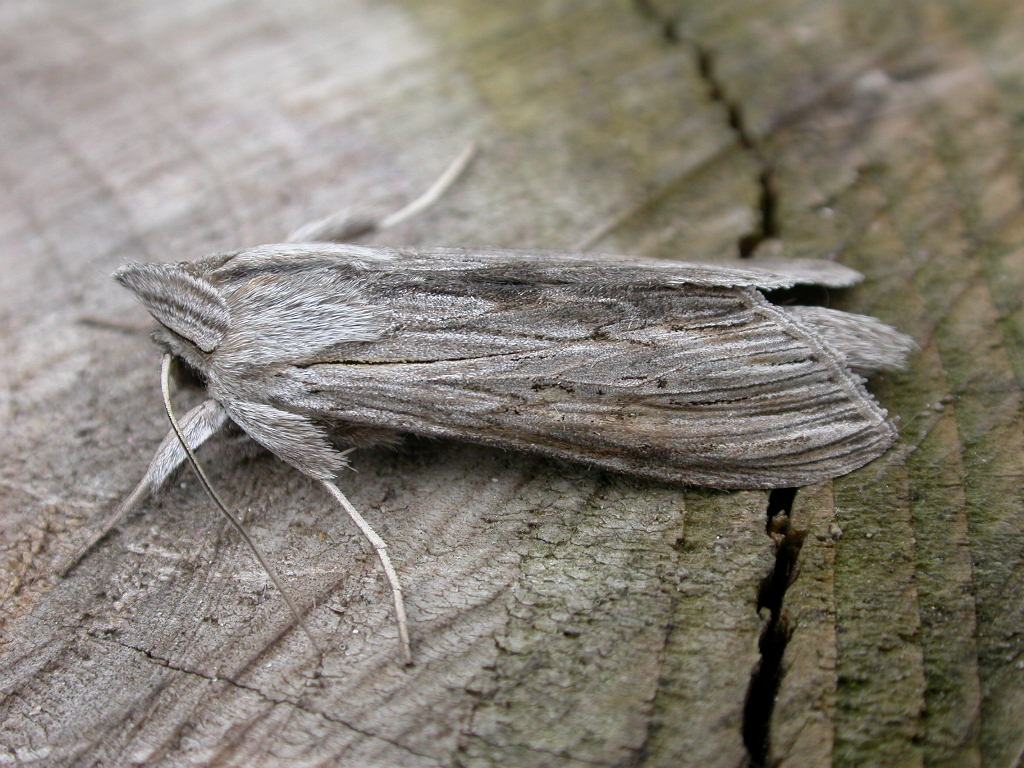
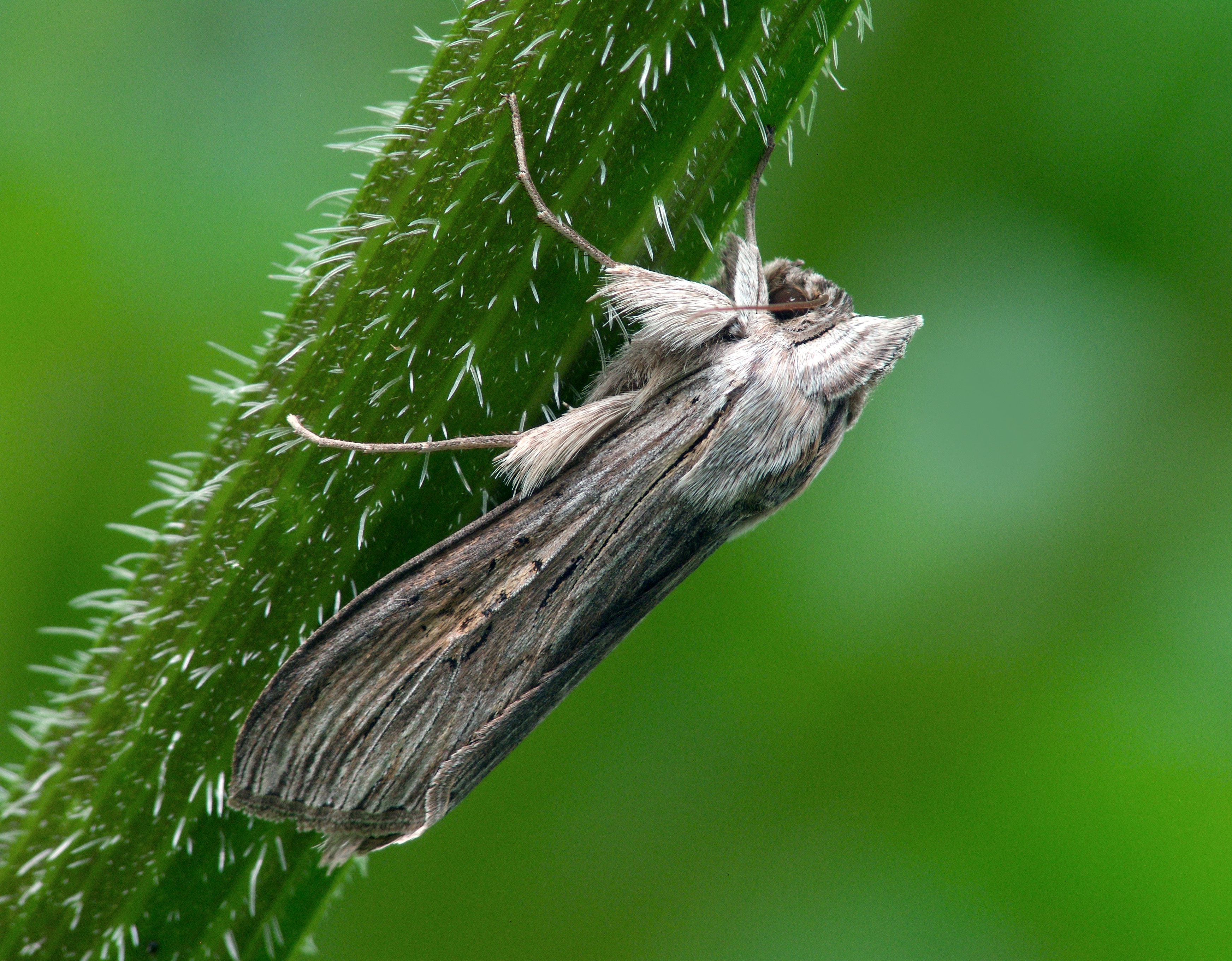
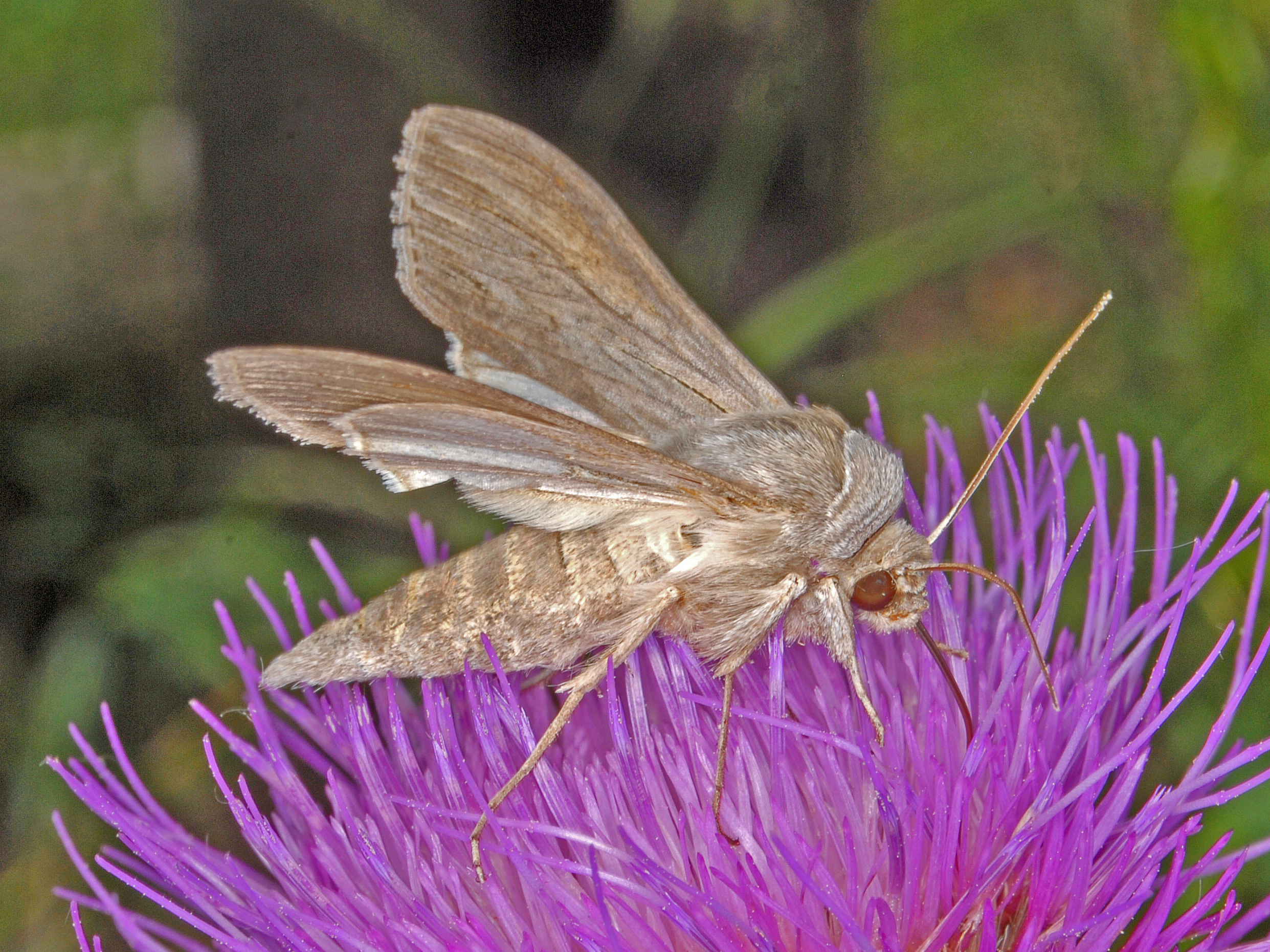
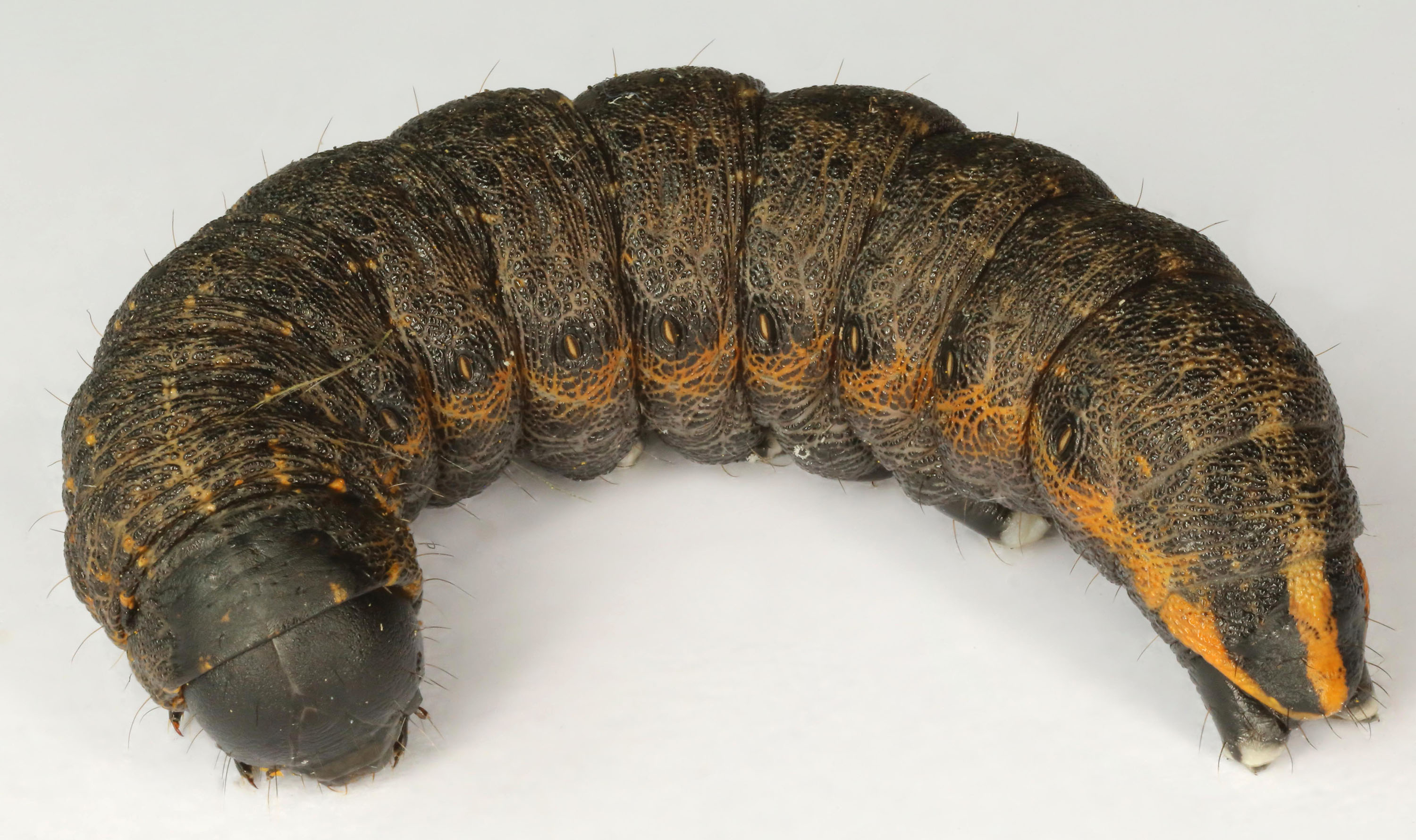